# Manuel Belletti
Manuel Belletti (Cesena, 14 ottobre 1985) è un ex ciclista su strada italiano, professionista dal 2008 al 2021 e vincitore di una tappa al Giro d'Italia 2010.

## Carriera
Belletti si distinse tra i dilettanti Under-23 (categoria in cui corse per quattro anni) terminando secondo al Gran Premio della Liberazione del 2006 dietro Matthew Goss, al Trofeo Alcide De Gasperi del 2007 dietro Jacopo Guarnieri e vincendo poi nel 2007 il Trofeo Banca Popolare di Vicenza. Passò quindi professionista nel 2008 con la Serramenti PVC Diquigiovanni-Androni Giocattoli di Gianni Savio.
Alla prima stagione da professionista concluse sul podio in una tappa del Giro della Turchia, poi vinse una frazione al Clásico Ciclístico Banfoandes in Venezuela. L'anno successivo ottenne il primo piazzamento in volata in una corsa in linea italiana, chiudendo terzo il Giro del Friuli in marzo, poi secondo al Giro della Toscana in maggio dietro ad Alessandro Petacchi. In settembre ottenne un altro piazzamento, il secondo posto al Grand Prix de Fourmies, in Francia, battuto da Romain Feillu.
Nel 2010 lascia la Diquigiovanni per accasarsi alla Colnago-CSF Inox di Bruno Reverberi. Il 21 maggio vince in volata la tredicesima tappa del Giro d'Italia, con arrivo a Cesenatico, a soli 5 km da casa sua a Sant'Angelo di Gatteo e dedica la sua vittoria al campione di Cesenatico Marco Pantani; il 19 agosto seguente si afferma invece nella terza prova del Trittico Lombardo, la Coppa Bernocchi, battendo in una volata ristretta velocisti del calibro di Mark Cavendish, Tyler Farrar, Daniele Bennati e Danilo Hondo. Nel 2011 vince altre quattro tappe in gare Europe Tour e si classifica secondo alla Coppa Bernocchi e al Gran Premio Bruno Beghelli.
Per il 2012 firma un contratto biennale con la AG2R La Mondiale, formazione ProTour francese. Al primo anno con la maglia dell'AG2R conclude quinto allo Scheldeprijs e alla Parigi-Bruxelles, partecipa al Giro d'Italia (piazzandosi quinto nella tappa di Montecatini Terme) e vince una frazione e la classifica a punti alla Route du Sud.

## Palmarès
- 2004 (Cycling Team Eternedile Under 23)

Coppa Franco Quagliotti
- 2005 (Cycling Team Eternedile Under 23)

Memorial Benfenati - Osteria Grande
Memorial Gino Consigli - Basilicagoiano
- 2006 (UC Trevigiani Under23, quattro vittorie)

Medaglia d'Oro Ottavio Bottecchia - Colle Umberto
4ª tappa Giro Ciclistico Pesche Nettarine di Romagna (Bagnara > Lugo)
1ª tappa Giro del Veneto e delle Dolomiti (Lonigo > Lonigo)
Memorial Gino Consigli - Basilicagoiano
- 2007 (UC Trevigiani Under23, sei vittorie)

Memorial Danilo Furlan - Caerano di San Marco
Trofeo Banca Popolare di Vicenza
4ª tappa Giro Ciclistico Pesche Nettarine di Romagna (Sassoleone > Imola)
5ª tappa Giro Ciclistico Pesche Nettarine di Romagna (Mordano > Faenza)
5ª tappa Giro del Veneto e delle Dolomiti (Cassola)
Giro della Provincia di Padova
- 2008 (Serramenti PVC Diquigiovanni-Androni Giocattoli, una vittoria)

1ª tappa Clásico Ciclístico Banfoandes (Punto Fijo > Coro)
- 2010 (Colnago-CSF Inox, due vittorie)

13ª tappa Giro d'Italia (Porto Recanati > Cesenatico)
Coppa Bernocchi
- 2011 (Colnago-CSF Inox, quattro vittorie)

3ª tappa Giro di Reggio Calabria (Pizzo > Reggio Calabria)
1ª tappa, 1ª semitappa Settimana Coppi e Bartali (Riccione)
3ª tappa Presidential Cycling Tour of Turkey (Bodrum > Marmaris)
3ª tappa Brixia Tour (Buffalora > Prevalle)
- 2012 (AG2R La Mondiale, una vittoria)

4ª tappa Route du Sud (Saint-Gaudens > Saint-Gaudens)
- 2014 (Androni Giocattoli-Venezuela, una vittoria)

4ª tappa Tour du Limousin (Meuzac > Limoges)
- 2015 (Southeast Pro Cycling Team, tre vittorie)

Gran Premio Costa degli Etruschi
Dwars door Drenthe
1ª tappa, 1ª semitappa Settimana Internazionale di Coppi e Bartali (Gatteo > Gatteo)
- 2016 (Wilier Triestina-Southeast, una vittoria)

1ª tappa, 1ª semitappa Settimana Internazionale di Coppi e Bartali (Gatteo > Gatteo)
- 2018 (Androni Giocattoli-Sidermec, cinque vittorie)

7ª tappa Tour de Langkawi (Nilai > Muar)
1ª tappa Tour de Hongrie (Balatonalmádi > Keszthely)
Classifica generale Tour de Hongrie
3ª tappa Tour of Hainan (Chengmai > Qionghai)
5ª tappa Tour of Hainan (Wanning > Lingshui)
- 2019 (Androni Giocattoli-Sidermec, tre vittorie)

2ª tappa Giro di Sicilia (Capo d'Orlando > Palermo)
1ª tappa Tour de Bretagne (Lorient > Inzinzac-Lochrist)
1ª tappa Tour de Hongrie (Velence > Esztergom)

### Altri successi
- 2012 (AG2R La Mondiale)

Classifica a punti Route du Sud
- 2016 (Wilier Triestina-Southeast)

Classifica a punti Presidential Cycling Tour of Turkey
- 2018 (Androni Giocattoli-Sidermec)

Classifica a punti Tour de Hongrie
- 2019 (Androni Giocattoli-Sidermec)

Classifica a punti Giro di Sicilia
Classifica a punti Tour de Hongrie

## Piazzamenti

### Grandi Giri
- Giro d'Italia

2010: ritirato (15ª tappa)
2011: non partito (13ª tappa)
2012: ritirato (15ª tappa)
2013: 144º
2014: non partito (14ª tappa)
2015: ritirato (12ª tappa)
2016: non partito (18ª tappa)
2018: 123º
2019: 109º
2021: ritirato (6ª tappa)

### Classiche monumento
- Milano-Sanremo

2010: ritirato
2011: 55º
2012: 130º
2013: ritirato
2014: 64º
2016: 148º
2017: 157º
2019: 85º
- Giro delle Fiandre

2012: 95º
2013: ritirato